# Pilosella samokovensis
Pilosella samokovensis là một loài thực vật có hoa trong họ Cúc. Loài này được (T.Georgiev & Zahn) S.Bräut. & Greuter mô tả khoa học đầu tiên năm 2007.